# Clément Parisse
Clément Parisse (Évry, 6 luglio 1993) è un fondista francese.

## Biografia
Parisse, originario di Praz-sur-Arly, in Coppa del Mondo ha esordito il 2 marzo 2014 a Lahti (46°). Ai Mondiali di Falun 2015, suo esordio iridato, è stato 24° sia nella 15 km sia nello skiathlon. Ha ottenuto il primo podio in Coppa del Mondo il 18 dicembre 2016 a La Clusaz (3°); ai Mondiali di Lahti 2017 si è classificato 16º nella 50 km, 31º nello skiathlon e 7º nella staffetta. Ai XXIII Giochi olimpici invernali di Pyeongchang 2018, sua prima presenza olimpica, ha vinto la medaglia di bronzo nella staffetta e si è classificato 26º nella 15 km, 24º nella 50 km e 13º nello skiathlon; l'anno successivo ai Mondiali di Seefeld in Tirol ha vinto la medaglia di bronzo nella staffetta ed è stato 19º nella 50 km e 5º nello skiathlon, mentre a quelli di Oberstdorf 2021 ha vinto la medaglia di bronzo nella staffetta e si è classificato 14º nella 15 km, 13º nella 50 km e 12º nello skiathlon. Ai XXIV Giochi olimpici invernali di Pechino 2022  ha vinto la medaglia di bronzo nella staffetta e si è piazzato 7º nella 50 km e 10º nello skiathlon; ai Mondiali di Planica 2023 è stato 10º nella 15 km, 17º nella 50 km, 9º nello skiathlon e 4º nella staffetta e a quelli di Trondheim 2025 si è classificato 28º nella 10 km e 26º nello skiathlon.

## Palmarès

### Olimpiadi
- 2 medaglie: 
  - 2 bronzi (staffetta a Pyeongchang 2018; staffetta a Pechino 2022)

### Mondiali
- 2 medaglie:
  - 2 bronzi (staffetta a Seefeld in Tirol 2019; staffetta a Oberstdorf 2021)

### Coppa del Mondo
- Miglior piazzamento in classifica generale: 22º nel 2021
- 1 podio (a squadre):
  - 1 terzo posto